# Liga Sprawiedliwości Zacka Snydera
Liga Sprawiedliwości Zacka Snydera (ang. Zack Snyder’s Justice League), także Snyder Cut – amerykański film o superbohaterach z 2021 w reżyserii Zacka Snydera na podstawie scenariusza Chrisa Terrio, będącego adaptacją komiksów DC Comics. W rolach głównych wystąpili m.in. Ben Affleck, Henry Cavill, Amy Adams, Gal Gadot, Ray Fisher, Jason Momoa i Ezra Miller. Światowa premiera filmu odbyła się 18 marca 2021 na platformie HBO Max, z kolei polska tego samego dnia na platformie HBO Go.
Film jest wersją reżyserską Ligi Sprawiedliwości z 2017. Opowiada o tym, jak Batman (Ben Affleck), Superman (Henry Cavill), Wonder Woman (Gal Gadot), Flash (Ezra Miller), Aquaman (Jason Momoa) oraz Cyborg (Ray Fisher) łączą siły, tworząc zespół zwany Ligą Sprawiedliwości w celu ocalenia świata przed Darkseidem (Ray Porter) oraz jego wysłannikiem Steppenwolfem (Ciarán Hinds). Grupa superbohaterów musi ochronić trzy Mother Boksy – potężne sześcienne artefakty, które połączone mogą umożliwić podbój Ziemi.
Produkcja formalnie nie należy do franczyzy DC Extended Universe. Wersja kinowa z 2017 roku borykała się z wieloma trudnościami w czasie produkcji. Zack Snyder będący jej pierwotnym reżyserem z powodu śmierci swojej córki zrezygnował z dalszej pracy nad filmem na etapie post-produkcji. Snydera na stanowisku reżysera zastąpił Joss Whedon, który usunął z filmu większość scen nagranych przez Snydera i nakręcił wiele nowego materiału. Film Whedona nie spełnił oczekiwań widzów oraz został negatywnie przyjęty przez krytyków. Pod wpływem fanów i członków obsady Snyder postanowił opublikować swoją wersję. Większość scen pochodzi z materiałów niewykorzystanych przez Whedona, a nad montażem filmu całościowo czuwał sam Snyder.
Snyder Cut zebrał w większości pozytywne recenzje ze strony krytyków, którzy stwierdzili jego poprawę jakościową względem wersji z 2017 roku, chwaląc głównie sposób, w jaki rozwinięto bohaterów filmu, oraz nadanie im większej głębi. Krytykowano natomiast zbyt długi czas trwania filmu.
W pierwszych dniach po premierze w Stanach Zjednoczonych co najmniej pięć minut filmu obejrzało około 1,8 mln gospodarstw domowych, w Kanadzie było to 1,1 mln. W Australii film stał się największą premierą w historii na platformie Binge.

## Streszczenie fabuły
Tysiące lat przed wydarzeniami z filmu tyraniczny bóg Darkseid pragnął zawładnąć Ziemią i przy pomocy legionów stworów zwanych Parademonami zaatakował ją, używając energii z trzech połączonych artefaktów zwanych Mother Boksami. Dzięki wspólnym siłom bogów olimpijskich, Amazonek, Atlantów, ludzkości i istot pozaziemskich atak udało się odeprzeć, a artefakty zostały rozdzielone i ukryte. Po jednym otrzymali ludzie, Atlanci oraz Amazonki.
Obecnie Ziemia pogrążona jest w żałobie po śmierci Clarka Kenta, czyli Supermana, która spowodowała reaktywację Mother Boksów i przybycie na planetę Steppenwolfa, oficera wojskowego z planety Apokolips, chcącego odzyskać przychylność swojego władcy Darkseida i odkupić swe winy poprzez zebranie i połączenie Mother Boksów.
Steppenwolf odnajduje pierwszego Mother Boksa u Amazonek, na wyspie zwanej Themyscira, jednak ich królowa Hippolita ostrzega swoją córkę Dianę o jego powrocie na Ziemię. Diana łączy siły z miliarderem Bruce’em Wayne’em i wspólnie postanawiają zebrać zespół do walki ze złem. Wayne odnajduje Atlantę Arthura Curry’ego i Barry’ego Allena, studenta, a Diana – Victora Stone’a, byłego sportowca. Bruce’owi nie udaje się przekonać Curry’ego, a Dianie Stone’a, jednak Victor decyduje się im pomóc w zlokalizowaniu zagrożenia. W późniejszym czasie Stone zmienia zdanie i przyłącza się po tym, jak jego ojciec Silas i kilku pracowników ze S.T.A.R. Labs zostaje porwanych. Steppenwolf kontaktuje się z DeSaadem, głównym pomocnikiem Darkseida, informując go o zdobyciu pierwszego Mother Boksa.
Steppenwolf atakuje następnie podwodną krainę Atlantydę w celu zdobycia drugiego z trzech Mother Boksów. Później ponownie nawiązuje kontakt z DeSaadem, mówiąc o zdobyciu kolejnego Mother Boksa i obiecując odnalezienie ostatniego. Curry po przegranym pojedynku z najeźdźcą postanawia przyłączyć się do Wayne’a. Stone przynosi ostatniego Mother Boksa i również decyduje się pomóc. Wyjawia też, że jego ojciec użył artefaktu do odbudowania jego ciała po wypadku. Drużyna podejmuje decyzję, aby z pomocą Mother Boksa wskrzesić Supermana, licząc na jego pomoc w walce ze Steppenwolfem, ponieważ był on jedyną osobą, której ten się bał. Diana i Curry nie są przekonani do tego pomysłu, ale Wayne informuje, że przygotował plan na wypadek, gdyby Superman stał się wobec nich wrogi po odrodzeniu.
Ciało Clarka Kenta zostaje umieszczone w płynie owodniowym komory kryptońskiego statku zwiadowczego razem z Mother Boksem. Następnie Flash aktywuje urządzenie poprzez wytworzenie ogromnej energii, a Superman zostaje pomyślnie wskrzeszony. Kiedy okazuje się, że wspomnienia Supermana nie powróciły, atakuje on grupę po wystrzeleniu w niego pocisku przez Stone’a. Wayne po walce z Supermanem postanawia wcielić swój plan awaryjny i sprowadza Lois Lane – ukochaną Clarka. Dzięki temu Superman uspokaja się, a później zabiera Lane do swojego rodzinnego domu w Smallville, gdzie dzięki niej odzyskuje swoje wspomnienia. W międzyczasie Silas Stone zabiera Mother Boksa do S.T.A.R. Labs, gdzie planuje go zniszczyć. Próba zniszczenia kończy się śmiercią Silasa, a Steppenwolfowi udaje się ukraść artefakt. Następnie kontaktuje się on z DeSaadem, który przyzywa Darkseida. Steppenwolf dostaje polecenie połączenia Mother Boksów, aby Darkseid mógł przybyć na Ziemię.
Pięcioro superbohaterów (bez Supermana) udaje się do wioski w Rosji, gdzie antagonista planuje połączyć Mother Boksy. Drużynie udaje się przedrzeć przez legiony Parademonów i dotrzeć do Steppenwolfa, ale nie są w stanie odwrócić jego uwagi, aby Stone mógł rozdzielić potężne artefakty. Te łączą się i otwierają portal, w którym DeSaad wraz z Darkseidem i jego armią czekają na możliwość przybycia na Ziemię. Na miejscu pojawia się Superman, który pomaga drużynie w walce ze złoczyńcą, a później Stone’owi w rozdzieleniu Mother Boksów. Ostatecznie Diana odcina Steppenwolfowi głowę, a artefakty zostają rozdzielone. Po zamknięciu portalu, Darkseid postanawia, że kiedyś osobiście przybędzie na Ziemię, ponieważ Steppenwolfowi udało się ustalić, że to tutaj znajduje się równanie anty-życia.
Po bitwie Bruce i Diana podejmują decyzję, aby utworzyć bazę operacyjną dla drużyny, którą nazwali Ligą Sprawiedliwości, z miejscem dla większej liczby członków. Diana kontynuuje swoje zadania jako superbohaterka, Barry zatrudnia się w wydziale policji w Central City, Stone doskonali swoje umiejętności, Curry postanawia odzyskać swoje dziedzictwo i nadal chronić ludzi na morzach, Clark powraca do swojego dawnego życia jako reporter i obrońca Ziemi, a Bruce odzyskuje swoją posiadłość. Wayne pomaga też Clarkowi i Lois w odkupieniu domu.
W scenie po napisach Lex Luthor, były szef LexCorp, ucieka z Arkham Asylum, a następnie rekrutuje Slade’a Wilsona, czyli Deathstroke'a, z zamiarem utworzenia własnej ligi. Następnie ukazany zostaje sen Batmana, w którym Superman staje się zły, Ziemia zostaje zniszczona po ataku Darkseida, część członków Ligi Sprawiedliwości zostaje zabita, a pozostają jedynie Bruce Wayne, księżniczka Mera, Barry Allen oraz Victor Stone. Spotykają oni psychotycznego przestępcę Jokera i planują połączyć siły w stawieniu czoła złu. Po wybudzeniu się Bruce’a ze snu przylatuje Marsjanin Łowca, który oferuje mu swoją pomoc, a następnie odlatuje.

## Obsada
| - Ben Affleck jako Bruce Wayne / Batman, miliarder, właściciel Wayne Enterprises i współzałożyciel Ligi Sprawiedliwości. Poświęca się ochronie rodzinnego miasta – Gotham City – jako doskonale wyszkolony, zamaskowany strażnik, wyposażony w nowoczesne narzędzia i broń. - Henry Cavill jako Kal-El / Clark Kent / Superman, wysłany przez rodziców na Ziemię w celu uniknięcia zakłady swojej rodzinnej planety Krypton. Pracuje jako dziennikarz w Daily Planet, a także broni Metropolis. Jest inspiracją dla Ligi Sprawiedliwości, której zostaje członkiem. - Amy Adams jako Lois Lane, reporterka z Daily Planet oraz ukochana Clarka. - Gal Gadot jako Diana Prince / Wonder Woman, amazońska księżniczka i nieśmiertelna półbogini, córka Zeusa, współzałożycielka Ligi Sprawiedliwości. - Ray Fisher jako Victor Stone / Cyborg, były sportowiec, którego ciało po ciężkim wypadku zostało cybernetycznie zrekonstruowane. Potrafi manipulować urządzeniami elektronicznymi, może latać i dowolnie zmieniać swoje uzbrojenie. - Jason Momoa jako Arthur Curry / Aquaman, następca tronu podwodnego miasta Atlantis, który potrafi manipulować falami, komunikować się z wodnymi stworzeniami i pływać z nadludzką szybkością. - Ezra Miller jako Barry Allen / The Flash, student w Central City, starający się o uniewinnienie ojca skazanego za zamordowanie swej żony, matki Barry’ego. Potrafi poruszać się z nadludzką prędkością. - Willem Dafoe jako Nuidis Vulko, Atlanta, mentor Arthura. - Jesse Eisenberg jako Lex Luthor, wróg Supermana, były szef LexCorp. - Jeremy Irons jako Alfred Pennyworth, kamerdyner Bruce’a Wayne’a, zapewnia taktyczne wsparcie dla całej Ligi Sprawiedliwości. - Diane Lane jako Martha Kent, przybrana matka Clarka. - Connie Nielsen jako Hippolita, matka Diany i królowa Amazonek. - J.K. Simmons jako James Gordon, komisarz policji w Gotham City, sojusznik Batmana. - Ciarán Hinds jako Steppenwolf, oficer wojskowy z planety Apokolips, który dowodzi armią Parademonów i poszukuje trzech Mother Boksów ukrytych na Ziemi. - Ryan Zheng jako Ryan Choi, naukowiec, a następnie dyrektor ds. nanotechnologii, pracujący w STAR Labs pod kierownictwem Silasa Stone’a. - Amber Heard jako Mera, pochodząca z Atlantydy, wychowywana przez królową Atlannę. - Joe Morton jako Silas Stone, ojciec Victora i szef S.T.A.R. Labs. - Lisa Loven Kongsli jako Menalippe, ciotka Diany. - David Thewlis jako Ares, bóg olimpijski | Polski dubbing - Przemysław Glapiński jako Bruce Wayne / Batman - Grzegorz Kwiecień jako Clark Kent / Superman - Magdalena Kacprzak jako Lois Lane - Olga Bołądź jako Diana Prince / Wonder Woman - Tomasz Błasiak jako Victor Stone / Cyborg - Jan Aleksandrowicz-Krasko jako Arthur Curry / Aquaman - Michał Klawiter jako Barry Allen / Flash - Andrzej Chudy jako Alfred Pennyworth - Katarzyna Kozak jako Martha Kent - Joanna Węgrzynowska-Cybińska jako Hippolita - Mirosław Zbrojewicz jako James Gordon |

Ponadto w filmie wystąpili: Karen Bryson jako Elinore Stone, zmarła matka Victora, Kiersey Clemons jako Iris West, ukochana Barry’ego, Peter Guinness jako DeSaad, główny pomocnik Darkseida, Ray Porter jako Uxas / Darkseid, tyraniczny bóg, pan Steppenwolfa, Jared Leto jako Joker, psychopatyczny przestępca i arcywróg Batmana, Robin Wright jako Antiope, Samantha Jo jako Euboea, Ann Ogbomo jako Philippus, Eleanor Matsuura jako Epione, Sergi Constance jako Zeus, Aurore Lauzeral jako Artemis, Harry Lennix jako Calvin Swanwick / Marsjanin Łowca i Russell Crowe jako Jor-El (głos).
W rolach cameo pojawili się: Joe Manganiello jako Slade Wilson / Deathstroke, Kevin Costner jako Jonathan Kent (głos) i Billy Crudup jako Henry Allen.
Dodatkowo w filmie pojawia się wygenerowana za pomocą komputerowych efektów specjalnych Granny Goodness. Postać była wzorowana na ciotce artysty o imieniu Jojo Aguilar. Za pomocą efektów specjalnych w filmie pojawiły się również Zielone Latarnie, m.in. Yalan Gur i Kilowog. Ostatnia scena pierwotnie zamiast Marsjanina Łowcy zawierała postać Johna Stewarta, granego przez Wayne’a T. Carra, ale Warner Bros. zrezygnowało z tego pomysłu, twierdząc, że mają inne plany dotyczące tej postaci.

## Produkcja

### Rozwój projektu

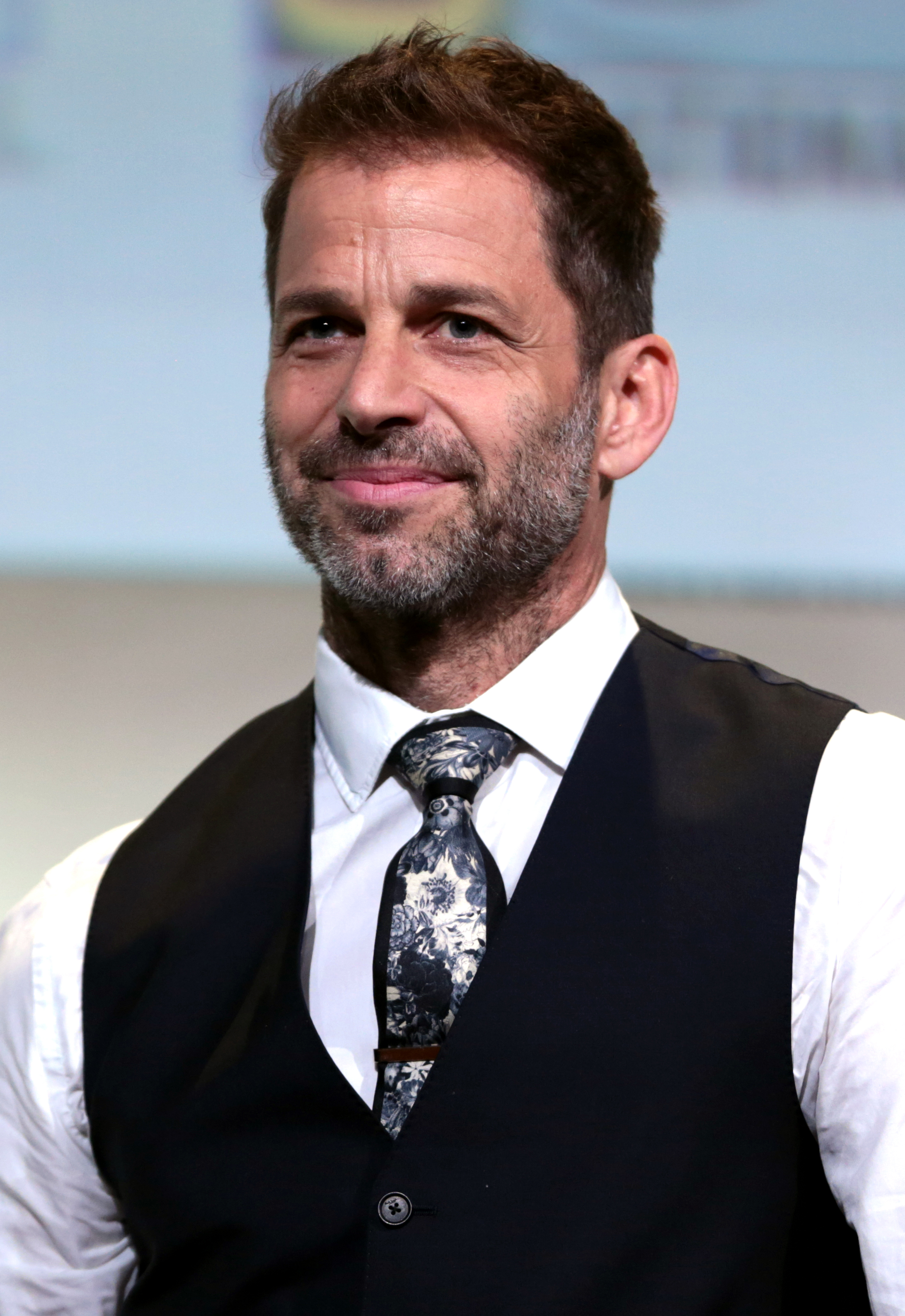
Zack Snyder – reżyser

W 2014 roku Zack Snyder został zatrudniony jako reżyser filmu Liga Sprawiedliwości, a Chris Terrio jako scenarzysta. W 2015 roku poinformowano, że scenariusz został ukończony. Po niezbyt dobrym przyjęciu filmu Batman v Superman: Świt sprawiedliwości dystrybutor Warner Bros. polecił złagodzenie tonu filmu i dodanie więcej światła, co zmusiło Terrio do przepisania scenariusza na nowo. Zdjęcia do filmu rozpoczęły się w kwietniu 2016 i zakończyły w grudniu następnego roku. Jak podał portal screenrant.com, film miał początkowo trzy wersje. Po pokazach wstępnej wersji studio Warner Bros. wyraziło niezadowolenie, uznając film za „niemożliwy do oglądania”. W maju 2017 roku Snyder zrezygnował z prac nad filmem na etapie postprodukcji ze względu na śmierć córki, a jego miejsce zajął Joss Whedon. Przejął on pełną kontrolę nad produkcją, jednak formalnym reżyserem pozostał Snyder. Postanowiono nie przesuwać daty premiery. Szef Warner Bros. nakazał skrócenie filmu do 120 minut, a Whedon dokończył film według własnej wizji. Usunięte zostało 90% scen nakręconych przez Snydera, jednak wersja Whedona znacznie bardziej spodobała się studiu. Premiera odbyła się 17 listopada 2017. Film otrzymał negatywne recenzje krytyków, a wynik finansowy nie spełnił oczekiwań studia, dlatego uznano go za finansowe niepowodzenie (przychody z biletów wyniosły 657,9 miliona dolarów przy budżecie szacowanym na 300 milionów dolarów). Po obejrzeniu wersji Whedona Deborah Snyder i producent wykonawczy Christopher Nolan poradzili Snyderowi, aby „nigdy nie oglądał tego filmu”, twierdząc, że „złamie mu to serce”.

#### #ReleaseTheSnyderCut
Natychmiast po wydaniu Ligi Sprawiedliwości w 2017 roku fani stworzyli petycję, aby wydać reżyserską wersję Snydera – „Snyder Cut”. Uzyskała ona ponad 180 000 podpisów. Akcja, która używała w mediach społecznościowych hashtagu #ReleaseTheSnyderCut, rozpoczęła się, zanim fani dowiedzieli się, że rzeczywiście istnieje fragment Ligi Sprawiedliwości nagrany przez Snydera. Fani wiedzieli, że Snyder zostawił obowiązki reżyserskie w rękach Whedona – w ten sposób założyli, że Whedon stworzył gorszy film. Wierzyli jednak, że wydanie alternatywnej wersji Ligi Sprawiedliwości jest nieuniknione, ponieważ inne filmy w reżyserii Snydera, takie jak np. Batman v Superman: Świt sprawiedliwości czy Watchmen: Strażnicy otrzymały wydania reżyserskie, a krytycy uznali je za lepsze od ich kinowych odpowiedników.
W akcję po niedługim czasie zaangażowałą się obsada i ekipa filmowa kinowej wersji Ligi Sprawiedliwości, w tym m.in. Ben Affleck, Gal Gadot, Jason Momoa, Ciarán Hinds, Ray Fisher; fotograf Clay Enos; scenopisarz Jay Oliva; operator Wagner, a także dubler Bena Afflecka Richard Cetrone. Deborah Snyder powiedziała, że producenci wykonawczy Christopher Nolan i Emma Thomas również namawiają Snydera do dokończenia jego wersji. Dwa lata po premierze kinowej obsada i ekipa wyrazili poparcie za pośrednictwem mediów społecznościowych. Wsparcie wyraziły również inne osoby z branży filmowej i komiksowej, niezwiązane z Ligą Sprawiedliwości, w tym filmowcy Kevin Smith, Alan Taylor, producent telewizyjny Steven S. DeKnight oraz scenarzyści Rob Liefeld, Robert Kirkman i Jerry Ordway. Shawn Robbins, główny analityk Boxoffice Pro, stwierdził jednak, że rozmiar akcji był zbyt mały, aby przynieść jakikolwiek efekt. Mario F. Robles powiedział, że studio Warner Bros. nie ufało wizji Snydera i nie było chętne wydawać milionów, aby dokończył swoją pracę.
W czerwcu 2019 roku fani skontaktowali się z nową dyrektor generalną Warner Bros. Ann Sarnoff, która zastąpiła Tsujiharę po jego rezygnacji, po czym miesiąc później rozpoczęto masową kampanię pisania listów. W lipcu 2019 po ogłoszeniu powstania HBO Max skontaktowali się z firmą macierzystą Warner Bros. – WarnerMedia. Do końca roku fani starali się w jakikolwiek sposób promować akcję i dotrzeć bezpośrednio do zarządu Warner Bros. Ich wysiłki zebrały pochwały od Snydera i AFSP.
Członkowie akcji zostali również określeni przez media jako „toksyczni” za nękanie, grożenie i cyberprzemoc wobec tych, którzy wyrażają negatywne opinie na temat wydania wersji Snydera. We wrześniu 2018 była prezes DC Entertainment Diane Nelson usunęła swoje konto na Twitterze po tym, jak była nękana przez członków akcji. Operatorom telefonicznym Warner Bros., którzy byli zasypywani regularnymi telefonami w sprawie „Snyder Cut”, kazano traktować je jako żart. Fani nagrali też wypowiedź kaskadera Richarda Cetrone nt. „Snyder Cut”, a następnie przerobili ją tak, aby wydawało się, że wspiera ich akcję, i rozpowszechnili w mediach społecznościowych. W maju 2020 roku Snyder oficjalnie poinformował, że jego wersja zostanie wydana na platformie HBO Max jako Zack Snyder’s Justice League w 2021 roku.
W sierpniu podczas DC FanDome reżyser zapowiedział, że jego wydanie będzie miało formę czteroodcinkowego miniserialu.
W styczniu 2021 roku Snyder wyjawił, że produkcja jednak zostanie wydana jako film. Ogłosił też, że będzie składać się z 6 rozdziałów, a na początku marca 2021 zdradził ich tytuły:
1. Don’t Count On It, Batman
2. The Age of Heroes
3. Beloved Mother, Beloved Son
4. “Change Machine”
5. All the King’s Horses
6. Something Darker

Dodatkowo poinformował, że na końcu znajdować się będzie epilog o tytule A Father Twice Over.

### Zdjęcia i postprodukcja
Wstępne doniesienia wskazywały, że nie będzie nowego sfilmowanego materiału, ponieważ Snyder nie dostał pozwolenia od studia. 23 września 2020 roku za pośrednictwem The Hollywood Reporter poinformowano jednak, że Snyder uzyskał zgodę na nakręcenie dodatkowych scen. Oszacowano, że budżet wzrósł do około 70 milionów dolarów. Kręcenie dodatkowych zdjęć rozpoczęło się 6 października 2020, pod roboczym tytułem Project 166. Potwierdzono powrót Cavilla, Afflecka, Gadot i Fishera. W tym samym miesiącu Amber Heard, Jared Leto i Joe Manganiello dołączyli do obsady, aby zagrać odpowiednio role Mery, Jokera i Deathstroke’a. Jedną z dodatkowych scen z Ezrą Millerem reżyser nakręcił za pośrednictwem Zooma, kiedy aktor przebywał na planie filmu Fantastyczne zwierzęta: Zbrodnie Grindelwalda w Londynie. Nakręcono wtedy około czterech minut dodatkowego materiału filmowego. W 2020 projekt był bliski upadku z powodu pandemii COVID-19 w Stanach Zjednoczonych i wysokiej liczby zakażeń, jednak na początku 2021 zapewniono, że prace nad filmem idą naprzód, ponieważ „nad postprodukcją można pracować bezpiecznie w domu”. W styczniu 2021 Snyder oficjalnie potwierdził, że prace nad montażem zostały zakończone.
Efekty specjalne przygotowały studia: DNEG, MPC, Scanline VFX, Weta Digital, Pixomondo, Shade VFX, Method Studios, Rodeo FX, Crafty Apes i Blind Ltd, a odpowiadał za nie John ‘D.J.’ DesJardin.
DNEG odpowiadało za scenę, w której Flash ratuje dziewczynę z samochodu, a także sekwencję w banku, kiedy Wonder Woman ratuje zakładników. Scanline VFX odpowiadało za walkę z odrodzonym Supermanem, część finałowej walki ze Steppenwolfem oraz podróż Flasha w czasie. Weta Digital również partycypowało w stworzeniu walki finałowej, a oprócz tego odpowiadało za postaci Darkseida, Desaada, Steppenwolfa czy Cyborga i sceny retrospekcji. Rodeo FX pracowało nad scenami przy wodzie, tworząc góry lodowe oraz śnieg, a także nad Central City. Odpowiadało też za batmobil oraz płonącą strzałę, wystrzeloną przez Diane. Blind Ltd odpowiadało za bazę Steppenwolfa, sceny w laboratorium, sekwencje z Flashem czy elementy stroju Cyborga.

### Muzyka
W lipcu 2020 roku reżyser, odpowiadając na pytania fanów, poinformował, że muzyką do filmu zajmą się Tom Holkenborg i Hans Zimmer. Holkenborg wcześniej ukończył komponowanie całej ścieżki dźwiękowej do kinowej wersji, zanim został zastąpiony przez Danny’ego Elfmana po odejściu Snydera. Kiedy Holkenborg został ponownie zatrudniony, aby napisać muzykę do wersji Snydera, zdecydował się rozpocząć od nowa i stworzyć zupełnie nową ścieżkę dźwiękową, inną niż ta, którą stworzył do wersji Whedona. Ścieżka trwająca 3 godziny i 54 minuty stała się najdłuższą w historii, pobijając poprzedni rekord o prawie godzinę.
| Zack Snyder’s Justice League (Original Motion Picture Soundtrack) – 2021 | Zack Snyder’s Justice League (Original Motion Picture Soundtrack) – 2021 | Zack Snyder’s Justice League (Original Motion Picture Soundtrack) – 2021                    | Zack Snyder’s Justice League (Original Motion Picture Soundtrack) – 2021 |
| Nr                                                                       | Tytuł utworu                                                             | Autorzy                                                                                     | Długość                                                                  |
| ------------------------------------------------------------------------ | ------------------------------------------------------------------------ | ------------------------------------------------------------------------------------------- | ------------------------------------------------------------------------ |
| 1.                                                                       | „Song to the Siren”                                                      | Buckley, Larry Beckett                                                                      | 3:17                                                                     |
| 2.                                                                       | „A Hunter Gathers”                                                       |                                                                                             | 7:57                                                                     |
| 3.                                                                       | „Migratory”                                                              |                                                                                             | 0:57                                                                     |
| 4.                                                                       | „Things Fall Apart”                                                      |                                                                                             | 1:04                                                                     |
| 5.                                                                       | „Wonder Woman Defending / And What Rough Beast”                          | Hans Zimmer, Mark Andrew Wherry, Melissa Muik, Robert Badami, Steve Mazzaro, Tom Holkenborg | 7:20                                                                     |
| 6.                                                                       | „World Ending Fire”                                                      |                                                                                             | 9:23                                                                     |
| 7.                                                                       | „Middle Mass”                                                            |                                                                                             | 1:18                                                                     |
| 8.                                                                       | „Long Division”                                                          |                                                                                             | 1:13                                                                     |
| 9.                                                                       | „No Paradise, No Fall”                                                   |                                                                                             | 4:11                                                                     |
| 10.                                                                      | „The Center Will Not Hold, Twenty Centuries of Stony Sleep”              | Hans Zimmer, Tom Holkenborg                                                                 | 8:56                                                                     |
| 11.                                                                      | „As Above, So Below”                                                     |                                                                                             | 2:28                                                                     |
| 12.                                                                      | „No Dog, No Master”                                                      |                                                                                             | 8:14                                                                     |
| 13.                                                                      | „Take This Kingdom by Force”                                             |                                                                                             | 1:44                                                                     |
| 14.                                                                      | „A Splinter from the Thorn That Pricked You”                             | Hans Zimmer, Tom Holkenborg                                                                 | 1:09                                                                     |
| 15.                                                                      | „Cyborg Becoming / Human All Too Human”                                  |                                                                                             | 10:35                                                                    |
| 16.                                                                      | „The Path Chooses You”                                                   |                                                                                             | 2:12                                                                     |
| 17.                                                                      | „Aquaman Returning / Carry Your Own Water”                               |                                                                                             | 8:22                                                                     |
| 18.                                                                      | „The Provenance of Something Gathered”                                   |                                                                                             | 1:14                                                                     |
| 19.                                                                      | „We Do This Together”                                                    |                                                                                             | 12:57                                                                    |
| 20.                                                                      | „The Will to Power”                                                      |                                                                                             | 5:20                                                                     |
| 21.                                                                      | „Smoke Become Fire”                                                      |                                                                                             | 1:39                                                                     |
| 22.                                                                      | „I Teach You, the Overman”                                               | Hans Zimmer, Tom Holkenborg                                                                 | 4:19                                                                     |
| 23.                                                                      | „A Glimmer at the Door of the Living”                                    |                                                                                             | 1:01                                                                     |
| 24.                                                                      | „How We Achieve Ourselves”                                               |                                                                                             | 1:43                                                                     |
| 25.                                                                      | „The Sun Forever Rising”                                                 |                                                                                             | 1:31                                                                     |
| 26.                                                                      | „Underworld”                                                             | Hans Zimmer, Tom Holkenborg                                                                 | 5:49                                                                     |
| 27.                                                                      | „Superman Rising, Pt. 1 / A Book of Hours”                               | Hans Zimmer, Tom Holkenborg                                                                 | 2:40                                                                     |
| 28.                                                                      | „Beyond Good and Evil”                                                   |                                                                                             | 4:24                                                                     |
| 29.                                                                      | „Monument Builder”                                                       |                                                                                             | 2:29                                                                     |
| 30.                                                                      | „Monument Destroyer”                                                     |                                                                                             | 6:08                                                                     |
| 31.                                                                      | „Urgrund”                                                                | Hans Zimmer, Tom Holkenborg                                                                 | 1:49                                                                     |
| 32.                                                                      | „So Begins the End”                                                      |                                                                                             | 4:49                                                                     |
| 33.                                                                      | „The House of Belonging”                                                 | Hans Zimmer, Tom Holkenborg                                                                 | 2:37                                                                     |
| 34.                                                                      | „Earthling”                                                              | Hans Zimmer, Tom Holkenborg                                                                 | 3:24                                                                     |
| 35.                                                                      | „Flight Is Our Nature”                                                   |                                                                                             | 1:54                                                                     |
| 36.                                                                      | „Indivisible”                                                            |                                                                                             | 2:33                                                                     |
| 37.                                                                      | „And the Lion-Earth Did Roar, Pt. 1”                                     |                                                                                             | 5:22                                                                     |
| 38.                                                                      | „And the Lion-Earth Did Roar, Pt. 2”                                     |                                                                                             | 5:32                                                                     |
| 39.                                                                      | „Superman Rising, Pt. 2 / Immovable”                                     | Hans Zimmer, Tom Holkenborg                                                                 | 1:55                                                                     |
| 40.                                                                      | „At the Speed of Force”                                                  |                                                                                             | 4:20                                                                     |
| 41.                                                                      | „My Broken Boy”                                                          |                                                                                             | 2:16                                                                     |
| 42.                                                                      | „That Terrible Strength”                                                 |                                                                                             | 1:51                                                                     |
| 43.                                                                      | „An Eternal Reoccurrence of Change”                                      |                                                                                             | 1:45                                                                     |
| 44.                                                                      | „We Slay Ourselves”                                                      |                                                                                             | 5:52                                                                     |
| 45.                                                                      | „Your Own House Turned to Ashes”                                         | Benjamin Wallfisch, Hans Zimmer, Mazzaro, Tom Holkenborg                                    | 3:16                                                                     |
| 46.                                                                      | „All of You Undisturbed Cities”                                          | Zimmer, Wherry, Muik, Badami, Holkenborg                                                    | 6:15                                                                     |
| 47.                                                                      | „The Art of Preserving Fire”                                             |                                                                                             | 1:27                                                                     |
| 48.                                                                      | „The Crew at Warpower”                                                   |                                                                                             | 6:49                                                                     |
| 49.                                                                      | „The Foundation Theme”                                                   |                                                                                             | 2:08                                                                     |
| 50.                                                                      | „Batman, a Duty to Fight / To See”                                       |                                                                                             | 5:30                                                                     |
| 51.                                                                      | „Batman, an Invocation to Heal / To Be Seen”                             |                                                                                             | 8:36                                                                     |
| 52.                                                                      | „Wonder Woman, a Call to Stand / A World Awakened”                       | Zimmer, Wherry, Muik, Badami, Mazzaro, Holkenborg                                           | 5:10                                                                     |
| 53.                                                                      | „Flash, the Space to Win / Our Legacy Is Now”                            |                                                                                             | 11:14                                                                    |
| 54.                                                                      | „Hallelujah”                                                             | Leonard Cohen                                                                               | 6:11                                                                     |

## Różnice z wersją kinową
Do podstawowych różnic między kinową Ligą Sprawiedliwości a Ligą Sprawiedliwości Zacka Snydera należą m.in. nowe sceny, elementy fabuły oraz budujące świat nowe postaci i nawiązania do nadchodzących filmów. Snyder Cut nie zawiera żadnych scen nakręconych przez Whedona do wersji kinowej, a byli dyrektorzy DC Studios Jon Berg i Geoff Johns, którzy nadzorowali produkcję wersji kinowej, zdecydowali się dać „wolną rękę” Snyderowi przy tworzeniu jego wersji.
Snyder oświadczył, że jego film będzie rozgrywał się w innych ramach czasowych niż wersja Whedona. Powiedział, że w filmie pojawią się m.in. liczne nawiązania do filmu Aquaman, które mają pozwolić lepiej zrozumieć sens niektórych scen. Pod koniec 2020 Patty Jenkins – reżyserka filmu Wonder Woman – powiedziała, że żaden reżyser filmów DCEU nie uważa Ligi Sprawiedliwości w reżyserii Whedona za kanoniczną. Wyznała też, że współpracowała ze Snyderem, aby zapewnić ciągłość Wonder Woman z jego filmem.

### Postaci
Snyder Cut zawiera krótką scenę, w której Flash uratował Iris West przed wypadkiem samochodowym. Oprócz tego pojawia się pracujący w „S.T.A.R. Labs” Ryan Choi, matka Cyborga, Elinore Stone – w jego retrospekcjach – i Nuidis Vulko, mentor Aquamana – w scenach podwodnych. Wygląd Steppenwolfa został zmieniony. Pojawiają się również nowi złoczyńcy – Darkseid oraz Desaad, a także zmiennokształtny Marsjanin Łowca. Dodano także wiele wyciętych uprzednio na potrzeby wersji Whedona scen z udziałem postaci drugoplanowych takich jak: Silas Stone, Lex Luthor, Lois Lane, Mera, Ares, Zeus i Antiope. Marc McClure, odtwórca roli Jimmy’ego Olsena w filmach o Supermanie z Christopherem Reevem, grał ochroniarza Lois Lane przez cały film, podczas gdy w wersji kinowej jego rola była tylko epizodyczna. Sam Zack Snyder miał swoje krótkie cameo w scenie w kawiarni.

### Poszerzona historia Flasha, Cyborga i Aquamana
Kilka scen opowiadających historię trzech nowych postaci DCEU zostało usuniętych z kinowej wersji. W wersji Snydera Barry dowodzi swojej zdolności cofania czasu, przekraczając prędkość światła w czasie finałowej bitwy. Oryginalny scenariusz zawierał dodatkowe sceny z przeszłości Cyborga, gdy ten uczył się używać swoich zdolności oraz rozwijać je, a sam Snyder opisał tę postać w swojej wersji Ligi Sprawiedliwości jako „serce filmu”. Aquaman otrzymał dodatkowe sceny ukazujące jego historię i zdradzające informacje o Atlantydzie, w tym tron byłego króla Atlantydy, scenę z udziałem Vulko i Merę, która jest bezpośrednio związana z Aquamanem.

### Superman
Większość scen z udziałem Henry’ego Cavilla Whedon nakręcił na nowo. Decyzja wynikała z faktu, że na potrzeby filmu Mission: Impossible – Fallout Cavill był zobowiązany zachować wąsy. Studio Warner zdecydowało się cyfrowo usunąć wąsy, jednak z powodu napiętego harmonogramu i braku czasu finalny efekt był krytykowany. Oprócz tego po odrodzeniu Superman przez resztę filmu nosił czarny kostium, tak jak miało to miejsce w komiksach. Czerń ma przypominać o jego kryptońskim pochodzeniu, natomiast jego niebieski strój pokazywał rolę Clarka jako obrońcy Ziemi.

### Inwazja na Ziemię
Scena retrospekcji ukazująca pierwszą inwazję Steppenwolfa na Ziemię została w wersji kinowej mocno zmieniona. Sekwencja bitwy w wersji Snydera była dłuższa, a Steppenwolf został w niej zamieniony na młodszą wersję Darkseida. Dodatkowo dodano bitwę między Aresem i Darkseidem, a także więcej scen z udziałem Zielonych Latarni. Wyjaśniono też, że czerwony symbol, który utworzył się na ziemi po uderzeniu toporem, jest równaniem Anty-Życia, którego poszukuje Darkseid.

### Bitwa finałowa i zakończenie
Snyder w swojej wersji usunął wątek uratowania przez Flasha rosyjskiej rodziny z wioski, która znajdowała się w pobliżu bazy Steppenwolfa, a także nałożony przez Whedona czerwony filtr na całą scenę. Nie ma także momentu, w którym Parademony atakują Steppenwolfa, gdy ten czuje strach. Superman przylatuje w innym momencie bitwy, a Cyborg nie traci nogi. W wersji Snydera Wonder Woman odcina głowę Steppenwolfa, a Flash, cofając się w czasie do momentu, zanim Mother Boksy stworzyły jedność, odwraca początkową porażkę drużyny i pomaga jej zwyciężyć. Snyder zmienił też sceny po napisach – usunięta została scena wyścigu Flasha z Supermanem i dodany epilog, w którym przedstawiono sen Batmana.

## Wydanie
Produkcja została wydana 18 marca 2021 na platformie HBO Max. Snyder potwierdził, że WarnerMedia i HBO Max pracowały nad rozwiązaniem wydania produkcji w krajach, gdzie HBO Max nie jest dostępne. W niektórych krajach europejskich premiera odbyła się w serwisach HBO, a w części krajów azjatyckich w serwisie HBO GO. W Kanadzie produkcja zadebiutowała w serwisie Crave. W Polsce premiera miała miejsce tego samego dnia co na świecie, na platformie HBO GO.
Początkowo produkcja miała zostać wydana jako czteroodcinkowy miniserial, jednak w styczniu Snyder powiedział, że będzie to jeden film pełnometrażowy, co WarnerMedia później potwierdziło.
26 marca 2021 film został również wydany w wersji czarno-białej, z tytułem Liga Sprawiedliwości Zacka Snydera: Sprawiedliwość jest szara.
24 maja 2021 w Wielkiej Brytanii film został wydany na wersje Blu-ray, DVD i 4K. W Hongkongu, Australii, Niemczech i Włoszech w wersji Ultra HD oraz Blu-ray został wydany odpowiednio 25 maja, 26 maja i 27 maja 2021. W USA na te same formaty został wydany 7 września 2021, a w Kanadzie tydzień później. W Stanach Zjednoczonych film zajął pierwsze miejsce pod względem sprzedaży w wersji Blu-ray, w pewnym momencie wyprzedzając drugi film, The Conjuring: The Devil Made Me Do It, w stosunku 5 do 1.

## Promocja
W maju 2020 w trakcie wspólnego oglądania filmu Człowiek ze stali przez internet Zack Snyder potwierdził, że jego wersja Ligi Sprawiedlwości zostanie dokończona i opublikowana. 18 czerwca 2020 do sieci trafił pierwszy krótki teaser, w którym ujawnione zostało pojawienie się Darkseida. 25 lipca 2020 podczas Justice Con ukazał się oficjalny klip, w którym pokazano czarny strój Supermana. 22 sierpnia 2020 podczas DC FanDome został wypuszczony pierwszy zwiastun. Na początku listopada został on tymczasowo usunięty z powodu wygaśnięcia praw do wykorzystanego w nim utworu „Hallelujah”, jednak 17 listopada tego samego roku ukazała się nowa wersja zwiastuna z dodatkowym materiałem. Pod koniec stycznia 2021 Snyder wydał 3 plakaty promocyjne, zatytułowane „Fallen”, „Risen” i „Reborn”, które dodatkowo zawierały potwierdzenie daty premiery. 14 lutego 2021 ukazał się kolejny zwiastun filmu. Na początku marca 2021 zaczęły ukazywać się krótkie teasery i plakaty kolejnych członków Ligi, a na końcu Steppenwolfa oraz Darkseida.

## Odbiór

### Oglądalność
Po premierze serwis „Samba TV” poinformował, że w dniach 19–21 marca 1,8 miliona amerykańskich gospodarstw domowych obejrzało co najmniej pierwsze pięć minut filmu. Oglądalność nie była tak duża jak w przypadku filmu Wonder Woman 1984 w pierwszych trzech dniach (2,2 mln), była jednak większa od serialu Falcon i Zimowy Żołnierz (1,7 mln), który zadebiutował w ten sam weekend na Disney+. Serwis poinformował też o tym, że cały film obejrzała jedna trzecia tych gospodarstw. W ciągu pierwszego tygodnia od premiery film obejrzało 2,2 miliona gospodarstw domowych w Stanach Zjednoczonych, z czego ukończyło go 792 000 (36%). Częstotliwość pobierania aplikacji HBO Max w tym czasie wzrosła o 64%. Serwis „Forbes” oszacował, że gdyby wszyscy nowi subskrybenci obejrzeli film i pozostali subskrybentami platformy, Snyder Cut przyniesie około 266 milionów dolarów zysków Warner Bros.
W Kanadzie film obejrzało 1,1 miliona widzów, w wyniku czego Snyder Cut stał się najczęściej odtwarzanym filmem wszech czasów na platformie „Crave”. W Australii produkcja zyskała status filmu z największą premierą w historii na platformie „Binge”. W Indiach, gdzie film wydano na platformie „BookMyShow Stream”, został obejrzany przez około 100 000 w weekend otwarcia.

### Krytyka w mediach
Film spotkał się z głównie pozytywną reakcją krytyków. W serwisie Rotten Tomatoes 71% z 301 recenzji uznano za pozytywne, a średnia ocen wystawionych na ich podstawie wyniosła 6,7/10. Na agregatorze Metacritic średnia ważona ocen z 45 recenzji wyniosła 54 punkty na 100. W obu przypadkach wyniki są wyższe niż przy wersji kinowej z 2017 (odpowiednio 40% i 45 pkt.).
Strona „Variety” tuż przed ogólnoświatową premierą filmu doniosła, że pierwsze recenzje krytyków są „wyraźnie pozytywne”, a sami krytycy zgadzają się z opinią, że film Snydera jest lepszy od Ligi Sprawiedliwości w reżyserii Jossa Whedona. Portal „The Hollywood Reporter” poinformował, że w pierwszych recenzjach chwalono reżyserię Snydera oraz „zdolność nadawania większej głębi bohaterom filmu”; krytykowano zaś zbyt długi czas trwania filmu.
John DeFore z „The Hollywood Reporter” w swojej recenzji przyznał, że film Snydera jest pod pewnymi względami lepszy od wersji z 2017 roku, uznając, że w Snyder Cut „fabuła i ton w większości przypadków są spójniejsze”, a efekty specjalne „zostały znacznie poprawione, choć czasami nadal wyglądają sztucznie”. K. Austin Collins z „Rolling Stone” pochwalił film za sposób, w jaki przedstawiono i rozwinięto bohaterów filmu, zwłaszcza Flasha, Aquamana oraz Cyborga, którego opisał jako „emocjonalny rdzeń opowieści”. Stwierdził też, że film Snydera „nie jest przywracaniem i zmianą kolejności brakujących scen, co zwykle sugeruje termin wersja reżyserska”, oraz że „reżyser bezbłędnie odzyskuje swoje terytorium”. Will Mann z serwisu intpolicydigest.org docenił film, przychylnie wypowiadając się na temat łatwości, z jaką można przeniknąć do świata filmu, której „wersja kinowa po prostu nie miała”, a także dialogów i relacji pomiędzy bohaterami, które uznał za „ogólnie bardziej naturalne” niż te w filmie Whedona. Mann napisał, że Snyder Cut „to ponowne wyobrażenie sobie pierwotnej koncepcji i to dużo bardziej wciągające i zabawne, a także znacznie odważniejsze, co wynika z opowiedzenia historii według pierwotnego zamysłu”. Siddhant Adlakha z „The Observer”, oceniając film na 1,5/4, stwierdził, że „samo istnienie filmu gwarantuje, że ktoś gdzieś będzie usatysfakcjonowany, ale nie jest on na tyle lepszy, aby naprawić to, co było, jak się wydaje, od początku błędne”.
Owen Gleiberman, pisząc na łamach „Variety”, stwierdził, że film „to wielka i wciągająca rozrywka, historia tworzenia się zespołu bohaterów, opowiadana z dziecięcą szczerością i bajkowością, która sprawia, że poczujesz się, jakbyś widział bogów grających na Ziemi”. Amon Warmann z „Empire Magazine” ocenił film na 3/5 gwiazdek, stwierdzając, że „nie cały materiał dodany w tym czterogodzinnym, siedmiorozdziałowym filmie jest potrzebny”, ale podsumował go jako „zabawny sam w sobie” i uznał za „satysfakcjonujące pożegnanie Snydera z serią”. James Berardinelli z portalu „ReelViews” przyznał filmowi 2 na 4 gwiazdki i opisał Snyder Cut jako film „bardziej kompletny” w stosunku do wersji Whedona, jednakże „pod względem fabuły cierpiący z tych samych powodów”. Oznajmił również, że film Snydera „oferuje lepiej przedstawione postacie i głębsze zanurzenie się w przeszłości bohaterów”, lecz ostatecznie podsumował produkcję jako „inną interpretację tej samej historii – dłuższą i nieznacznie lepszą”. Peter Bradshaw z „The Guardian” wystawił filmowi cztery na pięć możliwych gwiazdek i nazwał go „zadośćuczynieniem sprawiedliwości”, twierdząc, że „film Snydera może być wyczerpujący, ale jest wciągający”, a także, iż „jego kolosalny rozmiar, grobowe poczucie zagłady i transowe poczucie własnej, mitycznej wielkości sprawiają, że jest on dziwnie zabawny”.
Dawid Muszyński z NaEkranie.pl przyznał filmowi ocenę 8/10 i zaznaczył, że „w filmie widać konsekwentnie zrealizowaną wizję, produkcję, która miała rozpocząć nowy rozdział w historii DC i tak jak w przypadku Marvela budować całość pod wielki finał”. Wojciech Smoła z IGN Polska również przyznał filmowi ocenę 8/10 i oświadczył, że: „Liga Sprawiedliwości w wersji Zacka Snydera stanowi dopracowany produkt, który powinien zagościć kilka lat temu w kinach. Widowiskowe sceny akcji wgniatają w fotel, a rozbudowana i dokładnie przemyślana fabuła zmieniają ostateczny odbiór filmu”. Marcin Andrys z serwisu paradoks.net.pl wystawił ocenę 6,5/10, pisząc, że „to wciąż ta sama historia, co poprzednio, z jej wszelkimi niedostatkami i niedoskonałościami, z tym że rozwinięta o kilka wątków i nowych postaci”. Przemysław Dobrzyński z serwisu spidersweb.pl w swojej recenzji ocenił film na 3/5 i napisał, że „Snyder Cut to dzieło tylko i wyłącznie dla zagorzałych fanów DCEU. Nadal jest to najsłabszy film Snydera i najgorsza (po Wonder Woman 1984) część uniwersum DCEU”. Radosław Krajewski z gamerweb.pl wystawił filmowi Snydera ocenę 5/10, opisując film jako „kolejny podobny stylistycznie popcorniak, który powiela błędy poprzedników, przy okazji dodając nowe, które jednak nie sprawiają, że jest to zły film, ale też nie dobry.”.

### Nagrody i nominacje
| Nagroda               | Data              | Kategoria                                                                                                | Wynik     | Źródła  |
| --------------------- | ----------------- | --- | --------- | ------- |
| Concept Art Awards    | 11 września 2021  | Najlepsza koncepcja postaci w pełnometrażowym aktorskim filmie fabularnym (taktyczny kombinezon Batmana) | Wygrana   | [ 180 ] |
| Dragon Awards         | 2–6 września 2021 | Najlepszy film fantastycznonaukowy lub fantastyczny                                                      | Nominacja | [ 181 ] |
| Golden Trailer Awards | 22 lipca 2021     | Najlepszy plakat filmu akcji                                                                             | Nominacja | [ 182 ] |
| Golden Trailer Awards | 22 lipca 2021     | Najlepszy plakat reklamowy                                                                               | Wygrana   | [ 182 ] |
| MTV Movie & TV Awards | 16–17 maja 2021   | Najlepsza walka (Finałowe starcie ze Steppenwolfem)                                                      | Nominacja | [ 183 ] |

## Potencjalne kontynuacje
Od razu po premierze filmu fani zaczęli domagać się kontynuacji filmu i rozpoczęli akcję #RestoreTheSnyderVerse. Chcieli, aby studio Warner Bros. pozwoliło Snyderowi wydać planowane wcześniej dwa sequele Ligi Sprawiedliwości. Sam reżyser powiedział, że był to ostatni film, jaki robił dla DC, i szanse na kontynuacje są nikłe, ale dodał, że wszystko może się zdarzyć. Podziękował też fanom za docenienie jego pracy. W kwietniu 2021 Ann Sarnoff, dyrektor generalny Warner Bros., wyraziła wdzięczność za pracę Snydera, stwierdzając jednak, że w opracowaniu jest już dużo projektów o różnych postaciach z uniwersum. Pierwotny plan zakładał powstanie trzech części, które Zack Snyder opisał następująco: „To upadek Ziemi. Superman poddaje się równaniu Anty-życia i staje się wrogiem. Następnie Flash zostaje wysłany w przeszłość w celu zmiany biegu wydarzeń, aby zapobiec przemianie Supermana. Później ma miejsce wielka bitwa, w której Superman zostaje pokonany. Wreszcie na Ziemię przybywa Darkseid, a wszystkie armie na planecie znów się jednoczą – Atlanci wyłaniają się z oceanów, a mieszkańcy Themysciry opuszczają wyspę. Ta walka miała być wielkim finałem trylogii”.